# Fatmir
Fatmir ist ein albanischer männlicher Vorname, abgeleitet vom albanischen fatmirë = glücklich. Die weibliche Form ist Fatmire.
Der Name ist eine Zusammensetzung aus dem albanischen fat (Glück) vom lateinischen „fati“ und mirë (gut) ebenfalls vom lateinischen „miraculum“.
Einige Namensträger sind:
- Joan Pelushi (Fatmir Pelushi * 1956), Erzbischof von Albanien
- Fatmire Bajramaj (* 1988), deutsche Fußballspielerin aus dem Kosovo
- Fatmir Doga (* 1967), albanisch-kanadischer Regisseur
- Fatmir Sejdiu (* 1951), Juraprofessor und Präsident des Kosovo
- Fatmir Vata (* 1971), albanischer Fußballspieler
- Fatmir Xhindi (1960–2009), albanischer Politiker